# MC Juice
MC Juice, nome artístico de Terry Parker, é um rapper norte-americano de Chicago, Illinois. Juice recebeu grande reconhecimento por suas habilidades na rima improvisada (freestyle), especialmente em competições americanas de batalhas de rima.

## Biografia
Quando jovem, Juice passou os primeiros quatro anos de sua vida em Chicago, Illinois, antes de se mudar para a Califórnia. Aos 20 anos, ele voltou a morar em Chicago após concluir o ensino médio. Depois de participar por vários anos no circuito americano de batalhas de freestyle, ele é frequentemente considerado um dos melhores rappers de freestyle (rima improvisada) de todos os tempos.
Por um tempo, Juice era invicto, o que é raro para qualquer rapper de batalha. Eventualmente, Juice perdeu para o MC Supernatural em uma batalha bem disputada promovida pelo The Wake Up Show.
Pode-se observar que Juice derrotou outros artistas notáveis em batalhas como o Rhymefest e o Dose One. Talvez a batalha mais conhecida de Juice foi contra o Eminem no Scribble Jam de 1997, que pode ser considerada uma das batalhas de Rap mais famosas da história do Hip Hop.
Juice também demonstrou suas habilidades de improvisação no The Wake Up Show com o Sway e o King Tech. Muitos rappers, como Joe Budden, citam Juice como uma referência das batalhas de rap.
Em 2000, Juice ganhou reconhecimento por ser destaque na faixa The KGB com o grupo de underground hip hop Binary Star no álbum Masters of the Universe, que foi aclamado pela crítica. Sua batalha com o MC Supernatural foi destaque no documentário Freestyle: The Art of Rhyme.
Em 2007, ele tinha uma banda de seis integrantes chamada Juice and the Machine, que lançou um DVD chamado Juice and the Machine: Live at the Party, que possui sua primeira apresentação ao vivo.

## Discografia

### Álbuns
- Wine of Life (1994)
- A Self Titles Offering (2001)
- 100% J.U.I.C.E. (2001)[5]
- All Lit Up (2002)
- Listen2thaWerds (2003)
- The Ride (2003)
- Tip of The Iceberg (2003) com produção do Panik
- I Don't Give A F#!K (2004)
- The Sunrise (Bullet Presents) (2004)
- 100% Concentration (2005)
- All Bets Off (2005)
- Hey Buddy! (Live) (2005)
- In Retrospect (2005)
- ARTofficial (2008)
- What Would Katmanndu (2008)
- New Money (2008)
- e-motions (2009)
- Truth Lies in Music (2009)
- Nine Nineteen (2011)
- Guitar Sounds of The Beatles (2012)
- The Iceberg Chronicles (2012)
- Am I Just Kidding or Not (2015)
- Hiphopium 3 (2015)
- Hit the Ground Running (2015)
- Mix It (2015)

### Singles, EPs
- Unrational / Root Of All (1997)
- The Man (1998)
- From the Heart (2000)
- Sincerely (2000)
- Fuckin' Wit My Team?! (2000)
- In the Trenches (2001)
- Session 1 (2001)
- Ill Hip Hop (2004)
- Coronation (2004)
- All Bets Off / What Up (2005)
- Pressure / Monday Night (Unknown)
- Pajama-Jammy-Jam - EP (2015)
- Fuck Tha Rap Game (2017)
- The JustinCredible Effect (2017)

## Competições de Batalhas de MCs
| Res.    | Cartel | Oponente | Método    | Evento       | Data | Round       | Tempo        | Local            | Notas                                                                       |
| ------- | ------ | -------- | --------- | ------------ | ---- | ----------- | ------------ | ---------------- | --------------------------------------------------------------------------- |
| Vitória | 2-0    | Eclipse  | Freestyle | Scribble Jam | 1997 | 45 segundos | 90 segundos  | Cincinnati, Ohio |                                                                             |
| Vitória | 2-0    | Dose One | Freestyle | Scribble Jam | 1997 | 45 segundos | 90 segundos  | Cincinnati, Ohio |                                                                             |
| Vitória | 4-2    | Eminem   | Freestyle | Scribble Jam | 1997 | 45 segundos | 180 segundos | Cincinnati, Ohio | Empate nos dois primeiros rounds, logo gerando mais dois rounds (overtime). |